# هوكستر (مقاطعة)
هوكستر  (تُلفظ بالألمانية: [ˈhœkstɐ]) هي مقاطعة (أقضية) في شرق شمال الراين-وستفاليا، ألمانيا. المناطق المجاورة هي هولتسميندن ونورتهايم وكاسل وفالديك-فرانكنبرغ (Waldeck-Frankenberg) و Hochsauerlandkreis وبادربورن (Paderborn (district)) و ليبه.

## روابط خارجية
- Official website (بالألمانية)